# Liste von Auszeichnungen Philip Seymour Hoffmans
Diese Seite stellt eine Liste von Auszeichnungen und Ehrungen des US-amerikanischen Film-, Fernseh- und Theaterschauspielers und Theaterregisseurs Philip Seymour Hoffman (1967–2014) dar.

## Auszeichnungen

### Academy Awards
| Jahr | Kategorie                            | Film                         | Resultat  |
| ---- | ------------------------------------ | ---------------------------- | --------- |
| 2006 | Academy Award bester Hauptdarsteller | Capote                       | Gewonnen  |
| 2008 | Academy Award bester Nebendarsteller | Der Krieg des Charlie Wilson | Nominiert |
| 2009 | Academy Award bester Nebendarsteller | Glaubensfrage                | Nominiert |
| 2013 | Academy Award bester Nebendarsteller | The Master                   | Nominiert |

### BAFTA Awards
| Jahr | Kategorie                   | Film                         | Resultat  |
| ---- | --------------------------- | ---------------------------- | --------- |
| 2005 | BAFTA Award Hauptdarsteller | Capote                       | Gewonnen  |
| 2007 | BAFTA Award Nebendarsteller | Der Krieg des Charlie Wilson | Nominiert |
| 2008 | Bester Nebendarsteller      | Glaubensfrage                | Nominiert |
| 2011 | Bester Nebendarsteller      | The Ides of March            | Nominiert |
| 2012 | Bester Nebendarsteller      | The Master                   | Nominiert |

### Golden Globe Awards
| Jahr | Kategorie                                               | Film                         | Resultat  |
| ---- | ------------------------------------------------------- | ---------------------------- | --------- |
| 2005 | Golden Globe Award – Bester Darsteller – Drama          | Capote                       | Gewonnen  |
| 2007 | Golden Globe Award – Bester Darsteller – Komödie        | The Savages                  | Nominiert |
| 2007 | Golden Globe Award – Bester Nebendarsteller (Spielfilm) | Der Krieg des Charlie Wilson | Nominiert |
| 2008 | Golden Globe Award – Bester Nebendarsteller (Spielfilm) | Glaubensfrage                | Nominiert |
| 2012 | Golden Globe Award – Bester Nebendarsteller (Spielfilm) | The Master                   | Nominiert |

### National Board of Review
| Jahr | Film                       | Kategorie                          | Resultat |
| ---- | -------------------------- | ---------------------------------- | -------- |
| 1998 | Happiness                  | Bestes Ensemble                    | Gewonnen |
| 1999 | Magnolia                   | Bestes Ensemble                    | Gewonnen |
| 1999 | Magnolia                   | Bester Nebendarsteller (Spielfilm) | Gewonnen |
| 1999 | Der talentierte Mr. Ripley | Bester Nebendarsteller (Spielfilm) | Gewonnen |
| 2000 | State and Main             | Bestes Ensemble                    | Gewonnen |
| 2005 | Capote                     | Bester Darsteller (Spielfilm)      | Gewonnen |

### Satellite Awards
| Jahr | Kategorie                          | Film                         | Resultat  |
| ---- | ---------------------------------- | ---------------------------- | --------- |
| 1999 | Bester Darsteller (Komödie)        | Makellos                     | Gewonnen  |
| 2000 | Bester Nebendarsteller (Spielfilm) | Almost Famous – Fast berühmt | Nominiert |
| 2002 | Bester Nebendarsteller (Spielfilm) | Punch-Drunk Love             | Nominiert |
| 2005 | Bester Darsteller (Spielfilm)      | Capote                       | Gewonnen  |
| 2008 | Bester Nebendarsteller (Spielfilm) | Glaubensfrage                | Nominiert |
| 2012 | Bester Nebendarsteller (Spielfilm) | The Master                   | Nominiert |

### Screen Actors Guild
| Jahr | Kategorie                                        | Film                         | Resultat  |
| ---- | ------------------------------------------------ | ---------------------------- | --------- |
| 1997 | Bestes Ensemble                                  | Boogie Nights                | Nominiert |
| 1998 | Bestes Ensemble                                  | Ganz oder gar nicht          | Nominiert |
| 1999 | Nester Hauptdarsteller                           | Makellos                     | Nominiert |
| 1999 | Bestes Ensemble                                  | Magnolia                     | Nominiert |
| 2000 | Bestes Ensemble                                  | Almost Famous – Fast berühmt | Nominiert |
| 2005 | Bester Hauptdarsteller                           | Capote                       | Gewonnen  |
| 2005 | Bestes Ensemble                                  | Capote                       | Nominiert |
| 2008 | Bestes Ensemble                                  | Glaubensfrage                | Nominiert |
| 2008 | Screen Actors Guild Award bester Nebendarsteller | Glaubensfrage                | Nominiert |
| 2012 | Bester männlicher Nebendarsteller (Spielfilm)    | The Master                   | Nominiert |

### Preise von Filmkritikervereinigungen
| Jahr | Kategorie                                                                  | Film                         | Resultat  |
| ---- | -------------------------------------------------------------------------- | ---------------------------- | --------- |
| 1997 | Florida Film Critics Circle Award für das beste Ensemble                   | Boogie Nights                | Gewonnen  |
| 1999 | San Diego Film Critics Society Award bester Schauspieler                   | Makellos                     | Gewonnen  |
| 1999 | London Film Critics' Circle bester Schauspieler des Jahres                 | Makellos                     | Nominiert |
| 1999 | Florida Film Critics Circle Award für das beste Ensemble                   | Magnolia                     | Gewonnen  |
| 2000 | Florida Film Critics Circle Award für das beste Ensemble                   | State and Main               | Gewonnen  |
| 2000 | Chicago Film Critics Association Award bester Nebendarsteller              | Almost Famous – Fast berühmt | Nominiert |
| 2000 | London Film Critics' Circle Award bester Schauspieler des Jahres           | Almost Famous – Fast berühmt | Nominiert |
| 2003 | Vancouver Film Critics Circle Award bester Schauspieler                    | Owning Mahowny               | Gewonnen  |
| 2005 | Austin Film Critics Association bester Schauspieler                        | Capote                       | Gewonnen  |
| 2005 | Boston Society of Film Critics Award bester Schauspieler                   | Capote                       | Gewonnen  |
| 2005 | Broadcast Film Critics Association Award bester Schauspieler               | Capote                       | Gewonnen  |
| 2005 | Chicago Film Critics Association Award bester Schauspieler                 | Capote                       | Gewonnen  |
| 2005 | Dallas-Fort Worth Film Critics Association bester Schauspieler             | Capote                       | Gewonnen  |
| 2005 | Florida Film Critics Circle bester Schauspieler                            | Capote                       | Gewonnen  |
| 2005 | Kansas City Film Critics Circle Award bester Schauspieler                  | Capote                       | Gewonnen  |
| 2005 | Los Angeles Film Critics Association Award bester Schauspieler             | Capote                       | Gewonnen  |
| 2005 | National Society of Film Critics Award bester Schauspieler                 | Capote                       | Gewonnen  |
| 2005 | Online Film Critics Society Award bester Schauspieler                      | Capote                       | Gewonnen  |
| 2005 | San Diego Film Critics Society Award bester Schauspieler                   | Capote                       | Gewonnen  |
| 2005 | Southeastern Film Critics Association Award bester Schauspieler            | Capote                       | Gewonnen  |
| 2005 | Toronto Film Critics Association Award bester Schauspieler                 | Capote                       | Gewonnen  |
| 2005 | Vancouver Film Critics Circle Award bester Schauspieler                    | Capote                       | Gewonnen  |
| 2005 | Washington D.C. Area Film Critics Association bester Schauspieler          | Capote                       | Gewonnen  |
| 2005 | London Film Critics' Circle Award bester Schauspieler des Jahres           | Capote                       | Nominiert |
| 2007 | Broadcast Film Critics Association Award bester Nebendarsteller            | Der Krieg des Charlie Wilson | Nominiert |
| 2007 | Chicago Film Critics Association Award bester Nebendarsteller              | Der Krieg des Charlie Wilson | Nominiert |
| 2008 | Broadcast Film Critics Association Award bester Nebendarsteller            | Glaubensfrage                | Nominiert |
| 2008 | Broadcast Film Critics Association Award für das beste Ensemble            | Glaubensfrage                | Nominiert |
| 2008 | Chicago Film Critics Association Award bester Nebendarsteller              | Glaubensfrage                | Nominiert |
| 2011 | Broadcast Film Critics Association Award für das beste Ensemble            | The Ides of March            | Nominiert |
| 2012 | Broadcast Film Critics Association Award bester Nebendarsteller            | The Master                   | Gewonnen  |
| 2012 | Chicago Film Critics Association Award bester Nebendarsteller              | The Master                   | Gewonnen  |
| 2012 | Florida Film Critics Circle Award bester Nebendarsteller                   | The Master                   | Gewonnen  |
| 2012 | Kansas City Film Critics Circle Award bester Nebendarsteller               | The Master                   | Gewonnen  |
| 2012 | London Film Critics' Circle Award bester Nebendarsteller                   | The Master                   | Gewonnen  |
| 2012 | Oklahoma Film Critics Circle Award bester Nebendarsteller                  | The Master                   | Gewonnen  |
| 2012 | Phoenix Film Critics Society Award bester Nebendarsteller                  | The Master                   | Gewonnen  |
| 2012 | Southeastern Film Critics Association Award bester Nebendarsteller         | The Master                   | Gewonnen  |
| 2012 | Toronto Film Critics Association Award bester Nebendarsteller              | The Master                   | Gewonnen  |
| 2012 | Vancouver Film Critics Circle Award bester Nebendarsteller                 | The Master                   | Gewonnen  |
| 2012 | Washington D.C. Area Film Critics Association Award bester Nebendarsteller | The Master                   | Gewonnen  |
| 2012 | Dallas-Fort Worth Film Critics Association Award bester Nebendarsteller    | The Master                   | Nominiert |
| 2012 | Detroit Film Critics Society Award bester Nebendarsteller                  | The Master                   | Nominiert |
| 2012 | Houston Film Critics Society bester Nebendarsteller                        | The Master                   | Nominiert |
| 2012 | San Diego Film Critics Society Award bester Nebendarsteller                | The Master                   | Nominiert |
| 2012 | Utah Film Critics Association Award bester Nebendarsteller                 | The Master                   | Nominiert |

### Verschiedene Preise
| Jahr | Kategorie                                                                 | Film                    | Resultat  |
| ---- | ------------------------------------------------------------------------- | ----------------------- | --------- |
| 1998 | Independent Spirit Award bester männlicher Nebendarsteller                | Happiness               | Nominiert |
| 2005 | Independent Spirit Award bester männlicher Darsteller                     | Capote                  | Gewonnen  |
| 2006 | Saturn Award bester Nebendarsteller                                       | Mission: Impossible III | Nominiert |
| 2007 | Independent Spirit Award bester männlicher Darsteller                     | The Savages             | Gewonnen  |
| 2008 | Robert Altman Award                                                       | Synecdoche, New York    | Gewonnen  |
| 2012 | Internationale Filmfestspiele von Venedig Volpi für den besten Darsteller | The Master              | Gewonnen  |

## Fernsehpreise

### Emmy Awards
| Jahr | Kategorie                                                                           | Film                  | Resultat  |
| ---- | ----------------------------------------------------------------------------------- | --------------------- | --------- |
| 2005 | Primetime Emmy Award bester Nebendarsteller in einer Miniserie oder einem Spielfilm | Empire Falls          | Nominiert |
| 2009 | Daytime Emmy Award beste Leistung in einem animierten Film                          | Arthur (Fernsehserie) | Nominiert |

## Theaterpreise

### Drama Desk Awards
| Jahr | Kategorie                                         | Film                                  | Resultat  |
| ---- | ------------------------------------------------- | ------------------------------------- | --------- |
| 1999 | Drama Desk Award bester Darsteller in einem Stück | The Author's Voice & Imagining Brad   | Nominiert |
| 2000 | Drama Desk Award bester Darsteller in einem Stück | True West                             | Nominiert |
| 2000 | Drama Desk Award bester Regisseur eines Stücks    | Jesus Hopped the 'A' Train            | Nominiert |
| 2003 | Drama Desk Award bester Regisseur eines Stücks    | Our Lady of 121st Street              | Nominiert |
| 2003 | Bester Hauptdarsteller in einem Stück             | Eines langen Tages Reise in die Nacht | Nominiert |
| 2007 | Bester Hauptdarsteller in einem Stück             | Jack in Love                          | Nominiert |
| 2012 | Bester Hauptdarsteller in einem Stück             | Tod eines Handlungsreisenden          | Nominiert |

### Tony Awards
| Jahr | Kategorie                                        | Film                                  | Resultat  |
| ---- | ------------------------------------------------ | ------------------------------------- | --------- |
| 2000 | Tony Award Bester Hauptdarsteller in einem Stück | True West                             | Nominiert |
| 2003 | Tony Award Bester Hauptdarsteller in einem Stück | Eines langen Tages Reise in die Nacht | Nominiert |
| 2012 | Bester Hauptdarsteller in einem Stück            | Tod eines Handlungsreisenden          | Nominiert |

### Verschiedene Preise
| Jahr | Kategorie                                   | Film                     | Resultat  |
| ---- | ------------------------------------------- | ------------------------ | --------- |
| 2000 | Theatre World Award                         | True West                | Gewonnen  |
| 2003 | Lucille Lortel Award beste Regie            | Our Lady of 121st Street | Nominiert |
| 2007 | Lucille Lortel Award bester Hauptdarsteller | Jack in Love             | Nominiert |